# El destino de Júpiter
El destino de Júpiter (Jupiter Ascending en el original en inglés) es una película de ciencia ficción estadounidense de 2015 escrita, producida y dirigida por las hermanas Wachowski. La película se centra en una humilde muchacha (Mila Kunis) que se gana la vida limpiando baños, la cual se entera de que tiene un gran destino genético.
Otro productor de la película es Grant Hill, quien produjo dos películas previas de las hermanas Wachowski: Speed Racer y Cloud Atlas.
Tras señalarse como fecha de estreno inicial el 25 de julio de 2014, el lanzamiento fue retrasado hasta el 6 de febrero de 2015.

## Argumento
Lo que no saben los habitantes de la Tierra, es que los humanos en la Tierra y los seres inteligentes en otros planetas fueron creados por una familia de extraterrestres que conforman la mayor dinastía del universo, con el propósito de recolectar a las criaturas evolucionadas una vez que alcanzan un «estado darwiniano de perfección» para producir un tipo de suero de la juventud que les permita vivir eternamente, además de haber causado la extinción de los dinosaurios en un desastre minero.
Cuando muere la matriarca y reina de Abrasax, la más poderosa de las dinastías extraterrestres, sus hijos Balem (Eddie Redmayne), Kalique (Tuppence Middleton) y Titus (Douglas Booth) están en guerra por la herencia. Balem hereda una enorme planta de producción en el planeta Júpiter y Titus declara su intención de desmantelar el comercio del suero. Los tres herederos discuten por la Tierra, al parecer un planeta clave de su difunta madre.
Mientras tanto, en la Tierra, Maximilian Jones (James D'Arcy) se casa con Aleksa (Maria Doyle Kennedy) en San Petersburgo. Maximilian planea nombrar a su hija aún por nacer Júpiter, en sus palabras, "el planeta más grande y bello en el sistema solar", el cual impulsó su amor por la astronomía y su telescopio dorado. Aleksa es reticente a nombrar Júpiter a su hija, pero tras el asesinato de Maximilian durante un robo violento, Aleksa finalmente decide llamar a su hija Júpiter y se traslada a Chicago con ella a vivir con su familia.
Muchos años después, Júpiter (Mila Kunis) trabaja con Aleksa y su tía limpiando casas de gente adinerada. Para comprar un telescopio, Júpiter se compromete a vender sus óvulos con la ayuda de su primo Vladie (Kick Gurry) y usando el nombre de su amiga Katherine (Vanessa Kirby). Júpiter entra en pánico durante el procedimiento y los médicos y enfermeras resultan ser agentes de Balem, enviados para matarla. Es salvada por Caine Wise (Channing Tatum), un exmilitar y cazador, manipulado genéticamente, quien fue enviado por Titus para secuestrar a Júpiter.
Stinger Apini (Sean Bean), un viejo amigo de Caine, que renunció a su carrera y sus alas para salvarlo después de un desastroso incidente hace muchos años, se compromete a ayudar a Júpiter, pero un grupo de cazadores logran secuestrarla y llevarla con Kalique. Ella le explica a Júpiter que es el clon de su madre, en cuyo testamento se estipulaba que la Tierra pasará a su reencarnación cuando esta ocurriera, en lugar de a sus hijos.
Con la ayuda de la capitana Diomika Tsing (Nikki Amuka-Bird), del Aegis (una fuerza policial intergaláctica), Caine la recupera de Kalique y la lleva al Planeta original del que surgió la humanidad 1000 millones de años antes, para que pueda reclamar su herencia.
En el camino de regreso a la Tierra, Titus detiene a Júpiter y Caine. Él revela su verdadero plan para casarse y luego matar a Júpiter y heredar la Tierra, planes que Caine frustra. Júpiter vuelve a la Tierra, pero descubre que su familia ha sido secuestrada por Balem. Durante el enfrentamiento posterior, Balem exige la Tierra a cambio de la familia de Júpiter. Al darse cuenta de que Balem puede reclamar la Tierra sólo si ella renuncia a su herencia, Júpiter decide negarse, dándose cuenta de que puede o bien salvar a su familia y dejar que el resto del mundo muera, o salvar el planeta.
Balem intenta matar a Júpiter, pero escapa y es rescatada por Caine, Stinger y Tsing. En la lucha subsiguiente Balem muere y Júpiter y Caine, quienes se han enamorado el uno del otro, finalmente se reúnen. La familia de Júpiter es devuelta a salvo a casa sin memoria de su desaparición, mientras que Júpiter sigue siendo la reina de la Tierra. Vladie y su familia le compran el telescopio que quería y a Caine se le conceden de nuevo las alas que le fueron arrebatadas muchos años antes.

## Protagonistas
- Mila Kunis como Júpiter Jones, una conserje quien es «genéticamente idéntica a la reina del Universo» y que representa una amenaza para su gobierno.
- Channing Tatum como Caine, un cazador exmilitar genéticamente modificado.
- Sean Bean como Stinger.[7]
- Eddie Redmayne como Balem Abrasax.
- Douglas Booth como Titus Abrasax.
- Tuppence Middleton como Kalique Abrasax.
- Bae Doona como Razo.
- James D'Arcy como Maximilian Jones.
- Tim Pigott-Smith como Malidictes.
- Kick Gurry como Vladie.[8]
- David Ajala como Ibis, el líder de los cazadores cibernéticos que persiguen a Jupiter y Caine.[9]

## Producción

### Filmación
La película es una coproducción entre Warner Bros. Pictures y Village Roadshow Pictures. Roberto Malerba y Bruce Berman sirvieron como productores ejecutivos.
El rodaje comenzó en los Warner Bros. Studios de Leavesden el 2 de abril de 2013. La producción se mantuvo en el estudio de Londres hasta junio y luego pasó a Chicago, Illinois, para su conclusión.
El rodaje también tuvo lugar en la Catedral de Ely, Inglaterra.
A principios de mayo de 2014, Lilly y Lana Wachowski rodaron varias secuencias de la película en la ciudad de Bilbao, España.

### Música
La música de la película fue compuesta por Michael Giacchino, quien también intervino en la película de las Wachowski de 2008 Speed Racer.

## Recepción
Jupiter Ascending tuvo críticas muy negativas, centradas en la incoherencia del guion y la interpretación de Redmayne Rotten Tomatoes le da solo un 27%.
El crítico Mark Kermode dice de Jupiter Ascending que es pretenciosa y con unos diálogos ridículos que George Lucas hubiese tirado a la basura, pero es divertida.
El filme tuvo un "estreno secreto" en Sundance solo para la prensa que fue un desastre.
No obstante, el filme encontró críticas entusiastas entre las mujeres fanes de la ciencia ficción, bajo el lema de "Esta película es basura, pero es NUESTRA basura" Donna Dickens de HitFix.com hace notar que muchos films de acción presentan a sus heroínas como si fuesen un "Arnold Schwarzenegger con tetas", mientras que Jupiter Ascending presenta a Kunis como una chica normal. Ignatiy Vishnevetsky de The A.V. Club describe el filme como una original, imaginativa y barroca ópera espacial.